# 70/15
Il Cannone da 70A, in seguito ridenominato Cannone da 70/15, fu un pezzo d'artiglieria da montagna che equipaggiò il Regio Esercito durante la Grande Guerra. Durante la seconda guerra mondiale era ancora in dotazione all'artiglieria coloniale ed alla Guardia alla Frontiera.

## Storia
Mentre nella Belle Époque i maggiori eserciti europei si munivano di artiglieria con affusti a deformazione (quali il rivoluzionario 75 mm Mle. 1897), nei vertici dell'Arma di Artiglieria italiana il dibattito ancora verteva sul vantaggio dell'affusto rigido, tra i quali la lenta cadenza di tiro che permetteva di valutare gli effetti del fuoco, la maggiore semplicità d'uso e leggerezza del complesso. Poiché lo sviluppo di materiale a deformazione procedeva a rilento e gli artiglieri da montagna non erano particolarmente preoccupati del rinculo dei pezzi, nel 1904 il Regio Esercito adottò così Cannone da 70A, dove il numero indica il calibro in millimetri e la lettera A l'Acciaio della canna. Questo pezzo da montagna era stato sviluppato dal capitano Regazzi nel 1902 per sostituire il Cannone da 7 BR Ret. Mont. da montagna risalente al 1881.
La intrinseca obsolescenza di questo pezzo portò all'adozione, pochi anni dopo, del cannone a deformazione 65/17 Mod. 1908, che lo rimpiazzò nelle batterie da montagna, mentre il 70A, ribattezzato Cannone da 70/15 (il secondo numero indica la lunghezza della canna espressa in calibri), fu trasferito alle batterie someggiate. Ebbe il battesimo del fuoco nella guerra italo-turca dal 3º Reggimento artiglieria da montagna. Allo scoppio della prima guerra mondiale, a causa l'inferiorità quantitativa e qualitativa delle artiglierie italiane rispetto al nemico austro-ungarico i vertici del Regio Esercito preferì continuare ad affiancare la produzione di pezzi moderni con quella di pezzi antiquati ma semplici ed economici da produrre,, strategia rivelatasi infine vincente. Fu così che la produzione e l'impiego del 70/15 come pezzo d'accompagnamento continuò per tutta la durata della guerra; la sola Vickers-Terni dal 1914 al 1919 produsse 710 bocche da fuoco.
Dopo il 1918 l'arma fu dismessa da compiti di prima linea dal Regio Esercito, ma molti pezzi furono trasferiti alla Guardia alla Frontiera, che li utilizzava in postazione fissa, ed alle batteria artiglieria someggiate coloniali, come cannone d'accompagnamento. In particolare, allo scoppio della seconda guerra mondiale, risultava in servizio 92 pezzi dotazione al I Gruppo/1º Raggruppamento artiglieria GaF, al VII Gruppo/2º Raggruppamento artiglieria GaF, IIbis Gruppo/3º Raggruppamento artiglieria GaF nel Regno albanese. In Africa Orientale Italiana il 70/15 Mod. 1902 era in dotazione al XCI Gruppo artiglieria coloniale/XCI Brigata coloniale , al XCII Gruppo artiglieria coloniale/XCII Brigata coloniale e la CI Gruppo artiglieria coloniale del Settore autonomo Giuba.

## Tecnica
- granata da 70: a cartoccio bossolo, corpo bomba in acciaio, carica in tritolo fuso, peso: 4,84 kg
- shrapnel da 70: a cartoccio bossolo, corpo bomba in acciaio, 200 pallette in piombo-antimonio da 12 g, peso: 4,90 kg

Il 70/15 è un cannone da montagna a retrocarica con affusto a ruote di tipo rigido, ovvero senza meccanismi di assorbimento del rinculo. La canna è in acciaio al nichel, pesante 100 chilogrammi, con rigatura sinistrorsa a passo costante a 28 rilievi ed otturatore a vite troncoconica. Essa è incavalcata su un affusto in lamiera di acciaio a coda unica, senza scudi, con due ruote a razze in legno da 800 millimetri di diametro e 913 di carreggiata. Gli organi di mira consistono di mirino ed alzo, articolato con il tallone d'alzo sulla culatta.
Per il traino animale si collegano due affusti uno dietro l'altro. Per il someggio, il pezzo, pesante 353 chilogrammi, viene scomposto in quattro carichi:
- cannone
- testata d'affusto
- coda d'affusto
- sala e ruote.

Le munizioni disponibili, granata e shrapnel, sono del tipo cartoccio bossolo, con bossolo metallico separato caricato con balistite. Esse sono trasportate in cofani (due per mulo) da 10 proietti e 10 cartocci ciascuno.